# Erylus fluminense
Erylus fluminense is een sponzensoort uit de familie Geodiidae in de klasse gewone sponzen (Demospongiae).
De wetenschappelijke naam van de soort werd in 2010 gepubliceerd door Vieira, Cosme & Hajdu.